# JAGAL

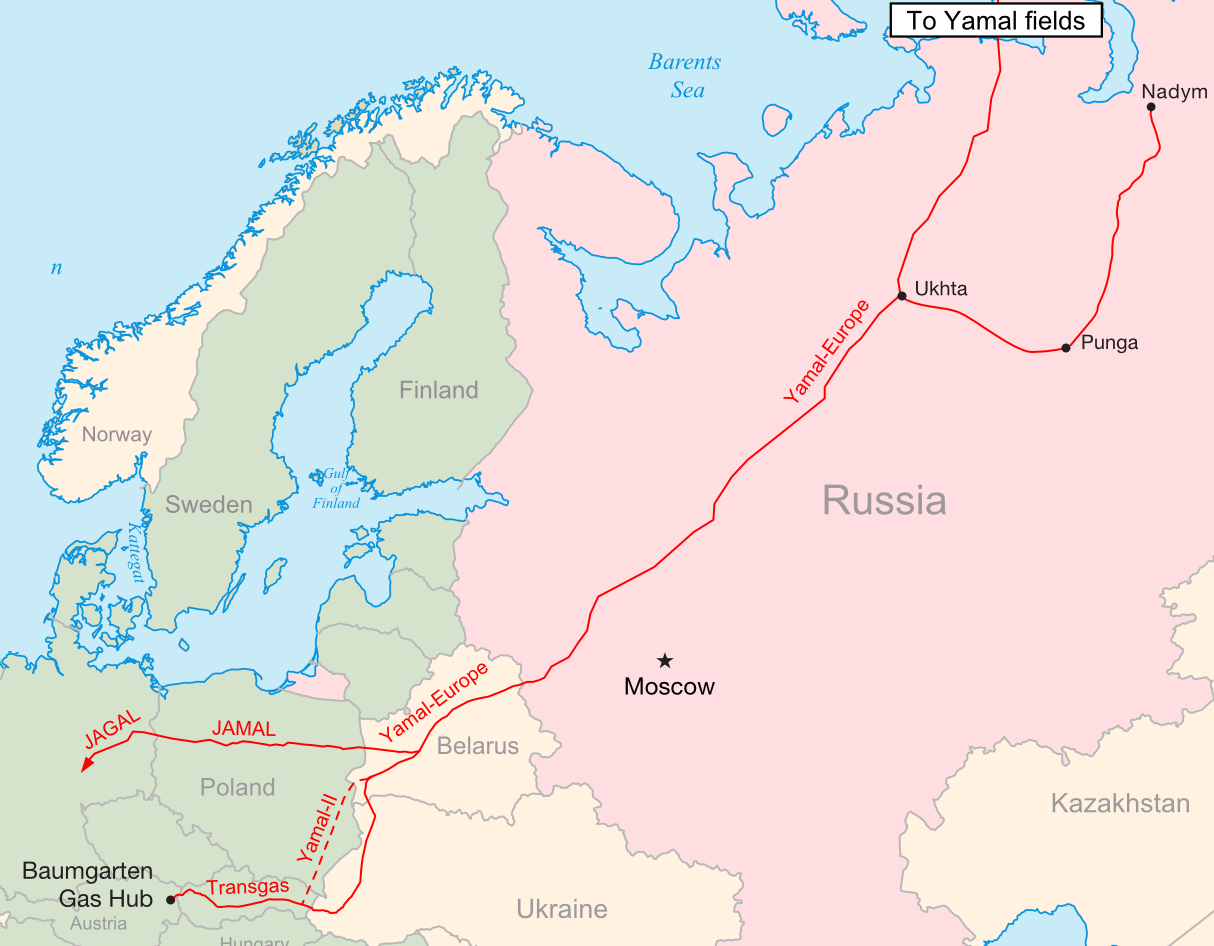
JAGAL (links im Bild)

Die Jamal-Gas-Anbindungs-Leitung (JAGAL) ist eine Pipeline in Ostdeutschland.
Die JAGAL verbindet die JAMAL-Europaleitung mit dem Erdgasnetz von Gascade in Deutschland. Das russische Erdgas wird aus Polen kommend in der Verdichterstation Mallnow (52° 26′ 34″ N, 14° 28′ 27″ O (Ostbrandenburg)) übernommen und hier in das deutsche Ferngasnetz eingespeist. Die JAGAL durchquert die Bundesländer Brandenburg, Sachsen-Anhalt, Sachsen und Thüringen und leistet mit ihrer jährlichen Transportkapazität von 28 Milliarden Kubikmetern einen wichtigen Beitrag im transeuropäischen Leitungsnetz:
Der Verlauf der JAGAL führt über 336 km von der polnischen Grenze über Mallnow und Baruth (52° 4′ 39″ N, 13° 32′ 22″ O) (OPAL) in südwestlicher Richtung nach Rückersdorf (Thüringen) (50° 48′ 52″ N, 12° 14′ 0″ O) bei Gera, wo sie seit 1999 auf die STEGAL trifft.
Im Vorlauf der Rohrverlegung wurde eine archäologische Trassenuntersuchung durchgeführt.